# Aptosimum molle
Aptosimum molle är en flenörtsväxtart som beskrevs av Sidney Alfred Skan. Aptosimum molle ingår i släktet Aptosimum och familjen flenörtsväxter. Inga underarter finns listade i Catalogue of Life.